# Cuius regio, illius religio

Cuius regio, illius religio лат. (изговор: кујус регио, илијус религио). Чија је земља тога је и вјера.

## Изрека другачије
Cuius regio, eius religio лат. (изговор: кујус регио, ејус религио). 

## Поријекло изреке
Ово начело је прокламовано   Аугзбуршким миром 1555 у граду  Аугзбургу  у Њемачкој, којим су завршени вјерски ратови између  католика и  протестаната .

## Значење
Ова прокламација каже да се вјерска припадност поданика одређује према вјери владара.